# Зимбабвийская кухня
Зимбабвийская кухня (англ. Zimbabwean cuisine) — национальная традиционная кухня народа Зимбабве.
Зимбабвийская кухня представлена в основном смесью «мягкой» британской и «тяжёлой» африканской еды. Основное блюдо — садза (sadza) — каша из белого маиса, который используется в приготовлении большинства местных блюд. Второй важный компонент — ниама (nyama) — мясо, обычно курица или свинина, мясо бородавочника, козлятина, а также крокодил, куду или импала. Использование фруктов и овощей ограничено, однако жители Зимбабве потребляют дешёвые авокадо и листья тыквы, а вместе с рождественскими блюдами едят зелень и плоды. В составе рагу едят арахисовое масло. Пиво — алкогольный напиток, который больше всего употребляется в стране. Традиционное маисовое пиво — вхавха (whawha) — готовится в больших количествах к праздникам или определённым событиям. В пищу употребляют жаренных летучих муравьёв и личинок Gonimbrasia belina — их продают на рынках на вес. В день принято есть трижды.